# Magaix
Magaix (en rus: Магаш) és un poble de Baixkíria, a Rússia, que en el cens del 2010 tenia 162 habitants. Pertany al districte d'Arkhànguelskoie.